# Trekonderbreker
Een trekonderbreker of valwindafleider is een mechanisch onderdeel dat zich bevindt tussen een verbrandingstoestel en het bijbehorende rookafvoerkanaal.
Een trekonderbreker moet de constante thermische trek in de verbrandingskamer onafhankelijk maken van de variabele trek in de schoorsteen. Een egale verbranding wordt hiermee gewaarborgd. Ook zal de wind die van buitenaf de pijp in wordt geblazen, worden afgeleid en zal zo niet in het toestel terechtkomen. Het uitwaaien van de vlam wordt hierdoor voorkomen.
Trekonderbrekers worden onder andere toegepast op gasgeisers, gasboilers en centrale verwarminginstallaties waarbij een open constructie wordt toegepast, de zogenoemde klassieke atmosferische toestellen.
Bij een gesloten constructie wordt alle nodige verbrandingslucht van buitenaf aangezogen en dus niet vanuit de ruimte zelf. Dit is zichtbaar door de aanwezigheid van een parallelle of concentrische rookgasbuis. Deze toestellen hebben geen trekonderbreker.